# Staw (Lublin)
Pour les articles homonymes, voir Staw.
Staw (prononciation : [staf]) est un village polonais de la gmina de Chełm dans le powiat de Chełm de la voïvodie de Lublin dans l'est de la Pologne.
Il se situe à environ 12 kilomètres au nord de Pokrówka (siège de la gmina), 9 kilomètres au nord-ouest de Chełm (siège du powiat) et 59 kilomètres à l'est de Lublin (capitale de la voïvodie).
Le village compte approximativement une population de 540 habitants.

## Histoire
De 1975 à 1998, le village est attaché administrativement à la voïvodie de Chełm.

Depuis 1999, il fait partie de la voïvodie de Lublin.